# Otostigmus calcanus
Otostigmus calcanus är en mångfotingart som beskrevs av Chamberlin 1944. Otostigmus calcanus ingår i släktet Otostigmus och familjen Scolopendridae.
Artens utbredningsområde är Peru. Inga underarter finns listade i Catalogue of Life.